# 成聃壽
成 聃壽（せい たんじゅ、성 담수、生没年不詳）は、李氏朝鮮前期の文臣、学者。端宗を排除して世祖が即位した癸酉靖難に憤慨して官職を辞職した生六臣の一人。字は眉叟、耳叟、号は文斗。諡号は靖粛。本貫は昌寧成氏。

## 生涯
芸文館大提学成石瑢の曾孫、祖父は成概、父は弘文館教理成熺であり、母李氏は戸曹判書李堅基の娘である。成勝は彼の従叔で、成三問は6代の従兄であった。端宗復位事件で成三問らが処刑されると、聃壽も捕縛され、残酷な拷問を受けた。金海市へ流罪となり、3年で釈放された。
しかし、父成熺は3年後に釈放され、公州に帰還するも、流配地で感染した病で死亡する。聃壽は1450年に進士試験に合格したが、官職を諦める。その後世祖から何回も、参奉、奉事等の官職を打診したが、受けなかった。官職を諦め、京畿道坡州市で、自然の中で、一生を釣りと読書で過ごした。死後靖粛の諡号が下賜された。
世祖は父成熺に参奉の官職を与えてから、聃壽にも参奉等の官職を与えたが、世祖が自分を見張るための罠だと看破し、これを断った。その後聃壽と共に隠居した代表的な臣下五人である金時習、李孟専、元昊、趙旅、南孝温らと死六臣と対比して、生六臣と呼ばれたりした。死後成宗の時代に弟成聃年が官職に就いた。
1782年に金時習、元昊、南孝温らとともに、正祖の特命で吏曹判書を追贈され、一緒に咸安の西山書院に祀られた。昌寧郡の勿渓書院にも成松国、成三問、その他成氏一族(成守琛、成運、成悌元、成渾)らと、一族で祀られている。

## 家族
- 祖父 : 成概
  - 父 : 成熺
  - 母 : 李堅基の娘
    - 弟 : 成聃年
    - 妹 : 昌寧成氏

## その他
死六臣の一人成三問は6代の従兄にあたり、父成熺は成三問の5代従叔であることから、流刑になった。明宗の代に、乙巳士禍に加わった李芑は甥で、妹の息子にあたる。